# TalkBox 語音聊
TalkBox 語音聊(英語：TalkBox Voice Messenger，原名TalkBox)，是一個流動應用程式，允許在iPhone、Android、Windows Phone 、與BlackBerry 的用戶通過PTT即時語音信息通訊交流。

## 版本歷史
TalkBox由行政總裁郭秉鑫，產品總監郭挺年和市場總監莊芷坤聯合創辦，第一版本於2011年1月18日上線，利用聲音簡訊省去文字輸入時間。
2011年11月，TalkBox 語音聊加入「文字訊息」和「傳送相片」功能，方便用户使用文字短信和圖片交流
。

## 技術
雲端運算基礎建設上，Talkbox應用亞馬遜雲計算服務，針對中國內地市場則採用雲農場 (Cloud Farm)設計的網絡。

## 獎項
- Asia Smart App Awards 2012-2013 AWARD: SILVER[5]
- 2012年「亞太資訊及通訊科技大獎」(Asia Pacific Information and Communications Technology Awards, APICTA) - 「TalkBox Limited」 [6]

## 外部連結
- TalkBox Official website（页面存档备份，存于）
- TalkBox 語音聊的Instagram帳戶